# Rhinognatha nubifascia
Rhinognatha nubifascia là một loài bướm đêm trong họ Noctuidae.